# テルメックス
テレフォノス・デ・メヒコ（西: Teléfonos de México、通称テルメックス）は、メキシコの大手通信業者である。創立は1947年。2011年現在メキシコ全土の90%をカバーしている。

## 歴史
テルメックスは1947年に設立。1985年に発生したメキシコ地震では災害用のために公衆電話を無料開放することで、災害後の通信をサポートを支えた。1991年に民営化された。現在の最高経営責任者であるカルロス・スリムは2010年から2013年にかけて世界の長者番付で1位を獲得していた。

## リングテルメックス (RING TELMEX)
経済的に裕福ではないメキシコのボクシング選手の経済支援策として2009年から始まった奨学金制度。カルロス・スリムとWBCとのコラボ計画で現在20人のボクサーが奨学金を受け取っている。主な契約を結んでいるのは、サウル・アルバレス・アドリアン・エルナンデス・フアン・エルナンデス・パブロ・セサール・カノ・マリアナ・フアレス・ホセ・アルフレド・ロドリゲス・アナベル・オルティス・カルロス・クアドラス・レイ・バルガスなど。選考方法は基本プロであることが絶対条件。他に戦績、階級、スタンス、生年月日、応募動機を求められ、将来性や知名度で選ばれることが多い。返済義務は無く、毎月1000~2000ドル支給されて金利10%が自動的に積み立てられる。引退後に獲得した資金を支払う方式にしていて、引退後の第2の人生に役立つようになっている。しかし、負けが込むと、受給が止まるとのこと。